# Antonio Papadopoli
Antonio Papadopoli (Venezia, 6 marzo 1802 – Venezia, 25 dicembre 1844) è stato un letterato e mecenate italiano.

## Biografia
Secondogenito di Angelo Papadopoli e di Maria Mico, nacque in una nobile casata greca che aveva impiantato a Venezia una florida attività bancaria. Poco interessato agli affari di famiglia, fu incoraggiato dagli stessi genitori ad indirizzarsi verso la letteratura e la filologia.
Inizialmente studiò nella città natale, quindi si spostò a Verona dove ebbe come maestro Antonio Cesari e conobbe Ippolito Pindemonte. Studioso appassionato e brillante, benché molto giovane fu nominato socio dell'Ateneo Veneto (1822) e dell'Accademia dei Filoglotti (1824).
Su suggerimento dei medici che curavano la sua epilessia, a partire dal 1824 iniziò a viaggiare.
Dapprima fu a Bologna dove, per approfondire la linguistica e la letteratura italiana, divenne allievo di Paolo Costa. A questi dedicò una breve biografia che venne inserita nel Della elocuzione dello stesso (1825), la prima di una serie di pubblicazioni, invero abbastanza scarse sia per le condizioni di salute del Papadopoli, sia per la sua maggiore dedizione al mecenatismo e all'editoria. La produzione, in buona parte inedita o andata perduta, riguarda principalmente traduzioni, componimenti d'occasione, dedicatorie, interventi in collaborazione, tutti impostati sui principi del purismo e del classicismo. L'ambiente bolognese lo mise inoltre in contatto con varie personalità letterarie del tempo, tra cui Pietro Giordani, che diventerà il suo più importante maestro e amico, e Giacomo Leopardi, del quale sottoscrisse la prima edizione dei Canti 1831.
Nel 1825, dopo aver trascorso un breve periodo a Roma, giunse a Napoli dove strinse rapporti con Basilio Puoti, Luigi Dragonetti e Saverio Baldacchini. Collaborò con questi all'edizione de Il Catilinario e de Il Giugurtino di Sallustio tradotti da frate Bartolomeo da San Concordio e ne finanziò la pubblicazione.
Nel 1827 lasciò la città partenopea per toccare nuovamente Roma e Bologna, quindi Firenze, Genova e Torino. Si portò infine a Milano dove si sarebbe recato altre volte per gli interessi culturali e le numerose conoscenze: fu amico, tra gli altri, di Vincenzo Monti, Gian Domenico Romagnosi, Andrea Mustoxidi e Giuditta Pasta.
Nello stesso anno tornò a Venezia. Da questo momento viaggiò quasi esclusivamente all'interno del regno Lombardo-Veneto e, affiancato dal fratello Spiridione, fu del tutto assorbito dal mecenatismo.
Dopo aver finanziato il giornale letterario Il Gondoliere, scritto da Luigi Carrer e uscito dal 1833, si dedicò alla "Società del Gondoliere", una tipografia fondata nel 1837 e diretta dallo stesso Carrer. Da questa uscirono la Commedia di Dante Alighieri commentata da Niccolò Tommaseo (1837), la Guida per lo mondo di Dionigi il Periegeta volgarizzata e illustrata da Francesco Vincenzo Negri (1838) e, soprattutto, la collana denominata "Biblioteca classica italiana di scienze, lettere e arti" che doveva raccogliere, in cento volumi, le più importanti opere letterarie italiane moderne; di essa comparvero solo ventisei tomi e ricevette le critiche di Pietro Giordani che la riteneva di scarso rigore filologico, sottolineando come il curatore, Carrer, avesse interessi prevalentemente letterari e linguistici.
La "Società del Gondoliere" chiuse già nel 1841, sia per le difficoltà economiche (legate soprattutto a una gestione poco oculata dei profitti), sia per le posizioni liberali del Papadopoli, che aveva attirato su di sé i sospetti del governo subendo perquisizioni e censure.
Nel 1839 finanziò le "Sale scientifiche e letterarie", un'emeroteca che raccoglieva riviste e giornali europei, nonché il materiale librario proveniente dal gabinetto di lettura di Giovanni Battista Missiaglia, appena chiuso.
Morì prematuramente per l'aggravarsi della sua malattia.